# Nycteola javanus
Nycteola javanus är en fjärilsart som beskrevs av Walter Karl Johann Roepke 1956. Nycteola javanus ingår i släktet Nycteola och familjen trågspinnare. Inga underarter finns listade i Catalogue of Life.